# Live Scenes from New York
Live Scenes from New York je trostruko CD uživo izdanje američkog progresivnog metal sastava Dream Theater. Live Scenes from New York je audio inačica video izdanja Metropolis 2000: Scenes from New York. To je ujedno i treće uživo izdanje sastava i prvo s novim klavijaturistom Jordanom Rudessom.
Zbog grafičkog dizajna albuma koji je prikazivao jabuku u trnju, s dijelom New Yorka, uključujući i nebodere svjetskog trgovačkog centra na njenom vrhu u vatri (na nesretnu slučajnost istog dana srušeni su "blizanci" svjetskog trgovačkog centra), album je povučen iz prodaje te je ponovno izdan nakon promjene grafičkog dizajna.

## Popis pjesama

### CD 1
| Br. | Skladba                    | Tekstopisac    | Skladatelj    | Trajanje |
| --- | -------------------------- | -------------- | ------------- | -------- |
| 1.  | »Regression«               | John Petrucci  | Petrucci      | 2:46     |
| 2.  | »Overture 1928«            | (instrumental) | Dream Theater | 3:32     |
| 3.  | »Strange Deja Vu«          | Mike Portnoy   | Dream Theater | 5:02     |
| 4.  | »Through My Words«         | Petrucci       | Petrucci      | 1:42     |
| 5.  | »Fatal Tragedy«            | John Myung     | Dream Theater | 6:21     |
| 6.  | »Beyond This Life«         | Petrucci       | Dream Theater | 11:26    |
| 7.  | »John & Theresa Solo Spot« | (instrumental) | Dream Theater | 3:17     |
| 8.  | »Through Her Eyes«         | Petrucci       | Dream Theater | 6:17     |
| 9.  | »Home«                     | Portnoy        | Dream Theater | 13:21    |
| 10. | »The Dance of Eternity«    | (instrumental) | Dream Theater | 6:24     |

### CD 2
| Br. | Skladba                                         | Tekstopisac               | Skladatelj                | Trajanje |
| --- | ----------------------------------------------- | ------------------------- | ------------------------- | -------- |
| 1.  | »One Last Time«                                 | James LaBrie              | Dream Theater             | 4:11     |
| 2.  | »The Spirit Carries On«                         | Petrucci                  | Dream Theater             | 7:40     |
| 3.  | »Finally Free«                                  | Portnoy                   | Dream Theater             | 10:59    |
| 4.  | »Metropolis Pt. 1: The Miracle and the Sleeper« | Petrucci                  | Dream Theater             | 10:36    |
| 5.  | »The Mirror«                                    | Portnoy                   | Dream Theater             | 8:15     |
| 6.  | »Just Let Me Breathe«                           | Portnoy                   | Dream Theater             | 4:02     |
| 7.  | »Acid Rain«                                     | (instrumental)            | Liquid Tension Experiment | 2:34     |
| 8.  | »Caught in a New Millennium«                    | LaBrie, Petrucci, Portnoy | Dream Theater             | 6:21     |
| 9.  | »Another Day«                                   | Petrucci                  | Dream Theater             | 5:13     |
| 10. | »Jordan Rudess Keyboard Solo«                   | (instrumental)            | Jordan Rudess             | 6:40     |

### CD 3
| Br. | Skladba               | Tekstopisac    | Skladatelj    | Trajanje |
| --- | --------------------- | -------------- | ------------- | -------- |
| 1.  | »Erotomania«          | (instrumental) | Dream Theater | 7:22     |
| 2.  | »Voices«              | Petrucci       | Dream Theater | 9:45     |
| 3.  | »The Silent Man«      | Petrucci       | Petrucci      | 5:09     |
| 4.  | »Learning to Live«    | Myung          | Dream Theater | 14:02    |
| 5.  | »A Change of Seasons« | Portnoy        | Dream Theater | 24:35    |

## Izvođači

### Dream Theater
- James LaBrie – vokali
- John Petrucci – gitara
- John Myung – bas-gitara
- Mike Portnoy – bubnjevi
- Jordan Rudess – klavijature

### Dodatni izvođači
- Jay Beckenstein – saksofon u pjesmi "Another Day"
- Theresa Thomason – prateći vokali
- Kent Broadhurst – glas hipnoterapeuta u pjesmi "Regression"

## Pozicija na glazbenim ljestvicama
| ljestvica                 | najbolji rang |
| ------------------------- | ------------- |
| Billboard 200             | #120          |
| Billboard Internet Charts | #7            |

## Vanjske poveznice
Službene stranice sastava Dream Theater – Live Scenes from New York  Arhivirana inačica izvorne stranice od 27. lipnja 2009. (Wayback Machine)